# Charles-Jean de Bertin
Charles-Jean de Bertin (né à Périgueux le 30 octobre 1712 - mort le 23 septembre 1774 à Plescop) est un ecclésiastique français qui fut évêque de Vannes de 1746 à sa mort.

## Biographie
Charles-Jean de Bertin naît dans la paroisse de Saint-Silain à Périgueux, il est le fils de Jean de Bertin, comte de Saint-Géran et de Bourdelle, maître des requêtes et de Lucrèce de Saint-Chamans. 
Il est le frère d'Henri Léonard Jean Baptiste Bertin (1720-1792), contrôleur général des finances de 1759 à 1763.
Vicaire général de Jean-Chrétien de Macheco de Prémeaux dans le diocèse de Périgueux, il est désigné pour le siège de Vannes le 17 avril 1746. Il reçoit sa bulle pontificale de confirmation le 22 août 1746 puis est consacré par l'évêque de Périgueux. Au cours de son long épiscopat, il doit faire face à l'hostilité des parlementaires lors de l'affaire de la bulle Unigenitus qu'il soutient et il est condamné à 6 000 livres d'amendes par la cour de Rennes. Il est également à l'origine du grand chantier de réfection de la cathédrale de Vannes comprenant notamment le chœur et les voûtes de l'édifice dont il pose la première pierre le 5 décembre 1768 et qui ne sera terminé que dix ans plus tard, sous son successeur. Il meurt au manoir épiscopal de Kerango en Plescop, résidence des évêques de Vannes, le 23 septembre 1774.